# 無業樓民
《無業樓民》（英語：Ups and Downs）是香港電視廣播有限公司製作的時裝電視劇，全劇共21集，由劉松仁、伍詠薇、江華及張燊悅領銜主演，監製王心慰。故事講述反映香港人受到亞洲金融風暴影響後淪為負資產人士的生活寫照。

## 故事大綱
金融風暴下，香港泡沫經濟破裂。身居要職的洪大龍（劉松仁飾）慘遭解雇，由他投資的豪宅也變為負資產。為了應付按揭付款，他將豪宅一分為四分租給三伙人。羅鏽蘭（伍詠薇飾）和高級公務員的丈夫結婚多年，因丈夫投資失利而獻盡積蓄，豈料枕邊人竟移情別戀，提出離婚。鏽蘭為保面子決定隱瞞離婚事實，繼續供養家人，在銀根短缺的情況下租住洪宅，與大龍成為鬥氣冤家，其他房客還包括炒賣樓花失利的地產經紀孫碧玲（張燊悅飾）、客貨車司機古漢雲（廖啟智飾）和他好高婺遠的妻子沈珍美（郭少芸飾）及兩個子女。
幾個身份背景不同的人住在同一屋簷下，產生了不少矛盾。由於租金收入不穩定加上失業多時，大龍萌發了創業的念頭。好友凌希斯（江華飾）發現龍對調弄食物醬料甚有心得，提議開辦醬汁生意，漢雲也決定加入。三個大男人，人到中年開始創業，他們會成功嗎？大龍最終發現鏽蘭離婚的事實，兩人漸生情愫，但碧玲也向大龍展開追求，大龍將情歸何處呢？

## 演員表

### 主要演員
- 劉松仁 飾 洪大龍（Tony）
- 伍詠薇 飾 羅繡蘭（Sue/Susan）
- 江　華 飾 凌希斯
- 張燊悅 飾 孫碧鈴
- 廖啟智 飾 古漢雲
- 洪天明 飾 洪金寶（Bowie）
- 郭少芸 飾 沈珍美

### 其他演員
- 朱健鈞 飾 Charles
- 黎　宣 飾 毛丹
- 麥長青 飾 洪大鳳
- 張英才 飾 羅彬瀚
- 梁舜燕 飾 黎凡
- 鍾麗淇 飾 Bonnie
- 鄧梓峰 飾 戴德廣
- 楚　原 飾 凌波
- 白　茵 飾 吳曉庭
- 陳伶俐 飾 凌雲佳
- 邵傳勇 飾 應修揚
- 洪珮珊 飾 應子君
- 夏　萍 飾 劉金
- 成展權 飾 古浪聚
- 成珈瑩 飾 古慧真
- 李子奇 飾 Ben
- 林其欣 飾 阿芬
- 馬國明 飾 醫生
- 楊　明 飾 新郎
- 丁　力 飾 小孩子
- 張　帆 飾 股票行客戶（第1集）
- 黃海宴 飾 股票行客戶（第1集）
- 張青雲 飾 Flora（第2集）
- 許思敏 飾 王師奶（第3集）
- 柳秋紅 飾 張師奶（第3集）
- 河國榮 飾 神父（第4集）

## 軼事
- 此劇中飾演古浪聚和古慧真的童星成展權和成珈瑩現實中亦為兩兄妹，與劇中一致。

## 外部連結
- 無綫電視官方網頁（TVBI） - 無業樓民 （页面存档备份，存于）
- 《無業樓民》myTV SUPER （页面存档备份，存于）

## 電視節目的變遷
| 香港、 马来西亚 TVB星河频道 星期一至五 18:30 - 19:30（两集连播） · 9月2日 18:30 - 19:50（三集连播） | 香港、 马来西亚 TVB星河频道 星期一至五 18:30 - 19:30（两集连播） · 9月2日 18:30 - 19:50（三集连播） | 香港、 马来西亚 TVB星河频道 星期一至五 18:30 - 19:30（两集连播） · 9月2日 18:30 - 19:50（三集连播） |
| --------------------------------------------------------------------------------------------------- | --------------------------------------------------------------------------------------------------- | --------------------------------------------------------------------------------------------------- |
| | 無業樓民 （30分钟版本） （2022年8月5日－2022年9月2日）                                              | |
| 赤沙印記@四葉草.2 （2022年7月19日－2022年8月4日）                                                   | 彩色世界 （2022年9月5日－2022年10月3日）                                                            | |